# Guindrecourt-aux-Ormes
Guindrecourt-aux-Ormes är en kommun i departementet Haute-Marne i regionen Grand Est (tidigare regionen Champagne-Ardenne) i nordöstra Frankrike. Kommunen ligger i kantonen Joinville som tillhör arrondissementet Saint-Dizier. År 2022 hade Guindrecourt-aux-Ormes 94 invånare.

## Befolkningsutveckling
Antalet invånare i kommunen Guindrecourt-aux-Ormes
| Referens: INSEE |